# Гросспёзна
Гроспёсна (нем. Großpösna) — община в Германии, в земле Саксония. Подчиняется административному округу Лейпциг. Входит в состав района Лейпциг.  Население составляет 5430 человек (на 31 декабря 2010 года). Занимает площадь 41,41 км².
Коммуна подразделяется на 4 сельских округа.

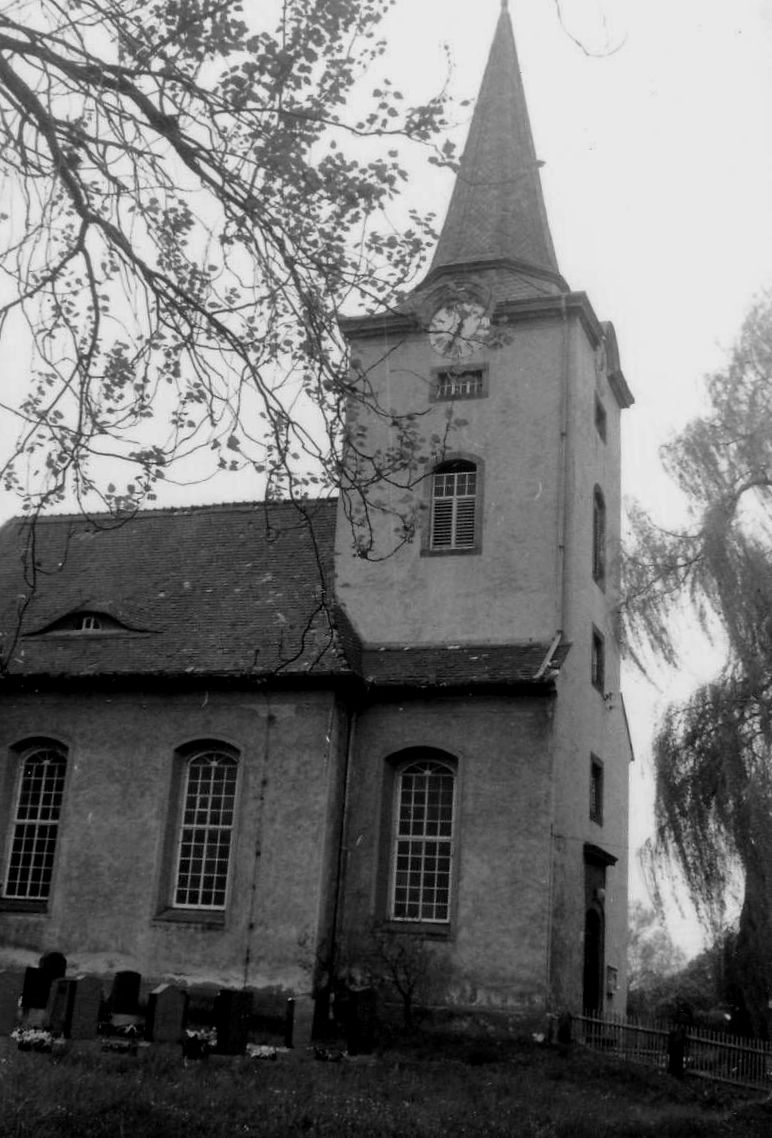
Гроспёсна